# Mata de Lobos
Mata de Lobos é uma povoação portuguesa sede da Freguesia de Mata de Lobos do Município de Figueira de Castelo Rodrigo, freguesia com 36,97 km² de área e 287 habitantes (censo de 2021), tendo, por isso, uma densidade populacional de 7,8 hab./km².

## Demografia
A população registada nos censos foi:
| Distribuição da População por Grupos Etários | Distribuição da População por Grupos Etários | Distribuição da População por Grupos Etários | Distribuição da População por Grupos Etários | Distribuição da População por Grupos Etários |
| -------------------------------------------- | -------------------------------------------- | -------------------------------------------- | -------------------------------------------- | -------------------------------------------- |
| Ano                                          | 0-14 Anos                                    | 15-24 Anos                                   | 25-64 Anos                                   | > 65 Anos                                    |
| 2001                                         | 63                                           | 58                                           | 203                                          | 172                                          |
| 2011                                         | 28                                           | 36                                           | 135                                          | 184                                          |
| 2021                                         | 17                                           | 18                                           | 104                                          | 148                                          |

## Património
- Cruz de Pedro Jacques de Magalhães, memorial à Batalha de Castelo Rodrigo.
- Capela de Santa Marinha de Mata de Lobos
- Torre Sineira
- Capela de Santo Antão
- Capela de Santo Cristo e Calvário
- Igreja Paroquial de S.Sebastião